# 马吉尼陨击坑

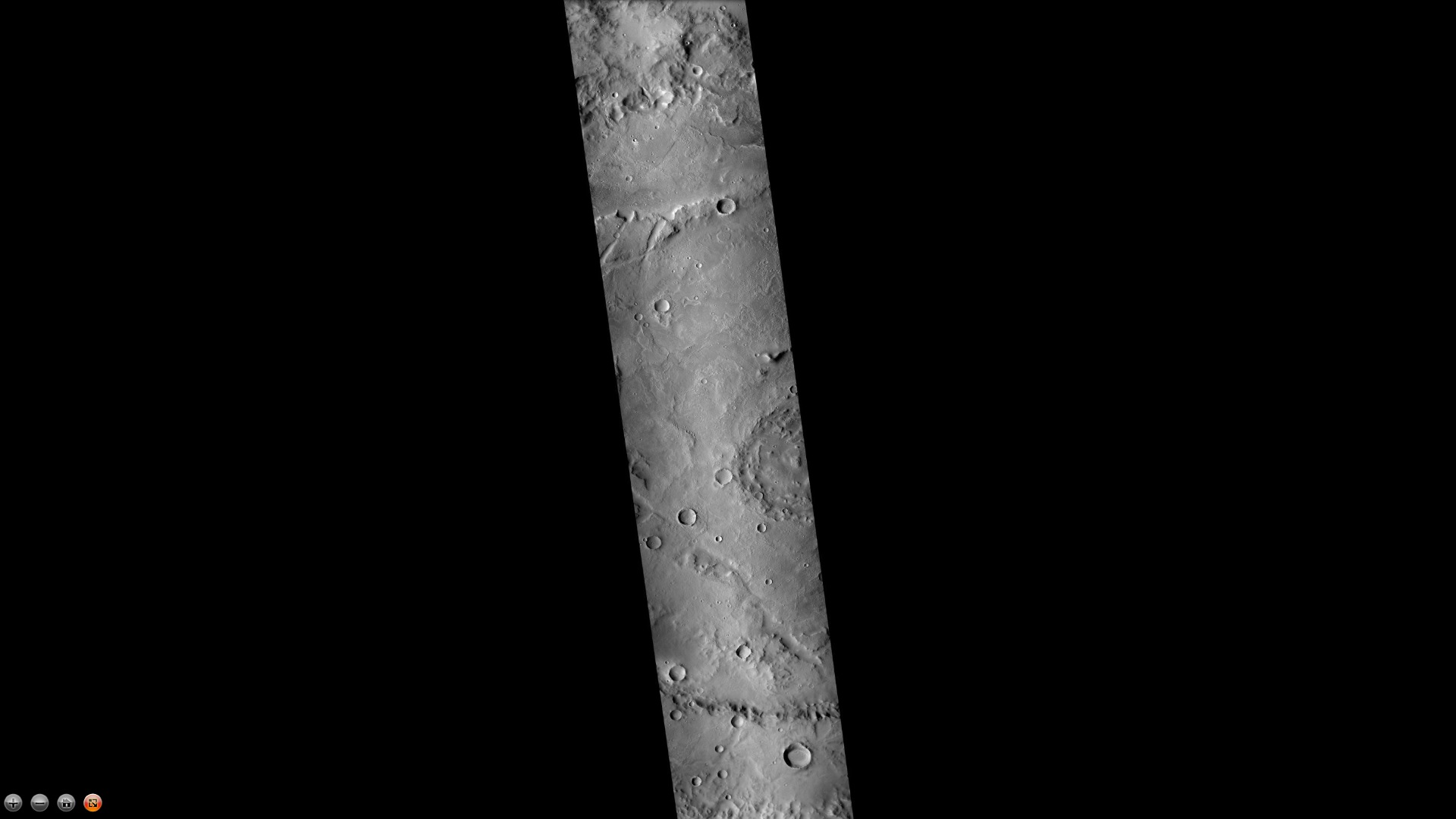
火星勘测轨道飞行器背景相机拍摄的马吉尼陨击坑。

马吉尼陨击坑（Maggin）是火星阿拉伯区的一座撞击坑，其中心坐标位于阿拉伯高地西北北纬28.0度、西经350.6度处，直径143公里，该特征取名自意大利天文学家曼托·马吉尼（1890年-1941年），1973年被国际天文联合会行星系统命名工作组批准接受。
1992年芬兰研究人员观察到马吉尼陨击坑地区有三组独特的皱岭，每组分别向西北、东北和北部延伸。西北走向的皱岭组被认为起源于全球性收缩事件，因为在安东尼亚第陨击坑（大瑟提斯高原东边）和斯基亚帕雷利陨击坑（示巴高地以南）都观察到了类似的皱岭，但这三组皱岭中没有一组占居主导地位。

## 另请查看
- 火星气候
- 撞击坑
- 撞击事件
- 火星撞击坑
- 火星矿石资源
- 行星体系命名法